# Турецьке вторгнення на Кіпр
Турецьке вторгнення на Кіпр — військове вторгнення Туреччини на острів Кіпр 20 липня 1974 року, під кодовою назвою Туреччини операція «Аттіла» (тур. Atilla Harekâtı). Унаслідок війни Туреччина захопила близько 40 % території острова і утворила Турецьку Республіку Північного Кіпру, яку світові держави не визнають.

## Ситуація на острові
16 серпня 1960 року Кіпр офіційно став незалежною державою.
У 1964—1967 роках на острові Кіпр спостерігалися спалахи міжетнічної ворожнечі між турками та греками. Обставини на острові були досить напруженими. Велика Британія зберігала за собою частину території острова. Право на розміщення військових контингентів мали Туреччина та Греція. У 1963 році греко-кіпріотська сторона намагалася переглянути конституцію країни, добиваючись більшої державної централізації, створення єдиних муніципалітетів, скасування вето президента й віцепрезидента. Побачивши у цьому погіршення прав турецької спільноти, Туреччина та турки-кіпріоти відкинули пропозицію президента Макаріоса III. Турецькі депутати та міністри відмовились брати участь у роботі спільних органів.
Криза переросла у збройне протистояння, після чого на острів були висаджені війська трьох країн гарантів. Кіпрське керівництво звернулося зі скаргою у Раду Безпеки ООН.

Грецькі танки Т-34-85

У липні 1974 року президент Кіпру архієпископ Макаріос був відсторонений від влади, а контроль над островом перейшов до представників грецької організації ЕОКА-В, яка виступала за приєднання Кіпру до Греції. Нове керівництво запевняло, що лояльно ставиться до турецького населення острова. 17 червня НАТО заявило про широку підтримку президента Макаріоса й територіальної цілісності Кіпру. 19 червня Макаріос прибув у Раду Безпеки ООН й заявив, що переворот був здійснений грецьким Військовим Режимом. 20 липня 1974 року Туреччина відправила на острів свою армію (операція «Атілла»). Туреччина пояснила свої дії Угодою про гарантії незалежності Кіпру 1960 року, згідно з яким гарантами незалежності виступала Греція, Туреччина та Велика Британія.
План розподілу острова Туреччина розробляла задовго до початку операції. У 1964 році висадці завадила присутність грецької дивізії та втручання США, з метою попередити військове зіткнення між союзниками. Після того, як грецька дивізія покинула острів турецьке вторгнення стало лише питанням часу.

## Вторгнення
20 липня на світанку почалися дії турецьких військ з висадки морського десанту (близько 30 десантних човнів й катерів, які прикривали ескадренні міноносці) в 5-7 кілометрів західніше Кіренії. Одночасно південніше Кіренії в аеропорту Нікосії були кинуті на парашутах та висаджені з вертольотів повітряний десант. Всього протягом доби на острів Кіпр були перекинуті близько 6 000 осіб. Через деякий час загальна кількість турецького експедиційного корпусу досягла 40 000 осіб. Першочергова задача турецьких військ полягала у створенні плацдарму, у захопленні порту Кіренія та наступ в напрямку Нікосії для об'єднання з повітряним десантом. Одночасно ВМС Туреччини блокували південні порти Кіпру (Лімасол, Пафос) та перешкоджали перекиданню грецьких військ морським шляхом. 21 липня відбувся морський бій між турецькими та грецькими ВМС в районі Пафос: греки зазнали тяжких утрат у бою. Турецьким військам вдалося заволодіти Кіренією, аеропортом Нікосії й встановити контроль над дорогою між столицею й морським портом.
22 липня відповідно до резолюції ООН № 353, вступало в силу положення про тимчасове припинення вогню. У Женеві велися переговори між Грецією, Великою Британією й Туреччиною за участі СРСР та США. Однією з вимог турецької сторони було виділити 34 % території острова для створення держави турків-кіпріотів.
14 серпня бойові дії відновилися й через два дні турецькі війська вийшли на кордон розділу Кіпру, який пропонувало турецьке керівництво. Одночасно турки встановили контроль над портами, серед яких були Фамагуста, Богаз та Морфу. 17 серпня керівництво Кіпру заявило, що турецькі війська захопили близько 40 % території острова. 18 серпня сторони припинили вогонь.
Результатом війни був розкол острова на дві частини: грецьку (Республіку Кіпр) та турецьку (Республіка Північний Кіпр). На острові були розміщені миротворчі сили ООН.